# Su Tomesen
Su Tomesen (Beek, 26 april 1970) is een Nederlands videokunstenaar en installatiekunstenaar. Tomesen was camerajournalist bij MTV. Van 2003 tot 2005 volgde ze het Fine Arts programma aan het Sandberg Instituut in Amsterdam en studeerde af in 2007.
Centraal in het werk van Tomesen staat het leven op straat en de publieke ruimte. Met name de informele straateconomie in verschillende wereldsteden komen in haar werk aan bod. Haar videoinstallatie Street Vendors is een vierluik van straatverkoop in Yogyakarta, Medellín, Johannesburg en Tirana. Street Vendors ging in première op het Nederlands Film Festival in 2018. De video-installatie werd in 2019 getoond op het Festival Film Dokumenter in Indonesië.

## Solotentoonstellingen (selectie)
- 2018 Street vendors, Nederlands Film Festival, Utrecht[3]
- 2018 Fabrications, Pakhuis de Zwijger, Amsterdam[5]
- 2017 Jalan, soloshow in Pop-in expo, Het Nieuwe Instituut, Rotterdam[6]

## Groepstentoonstellingen (selectie)
- 2016 Winkel, Into The Great Wide Open, Vlieland[7]
- 2013 Female Power, Museum voor Moderne Kunst, Arnhem[8]

## Beelden in publieke ruimte
- Toegangspoort Speeltuin De Waag, Amsterdam, 2009
- Hoef van Eden, Alkmaar, 2023[9]

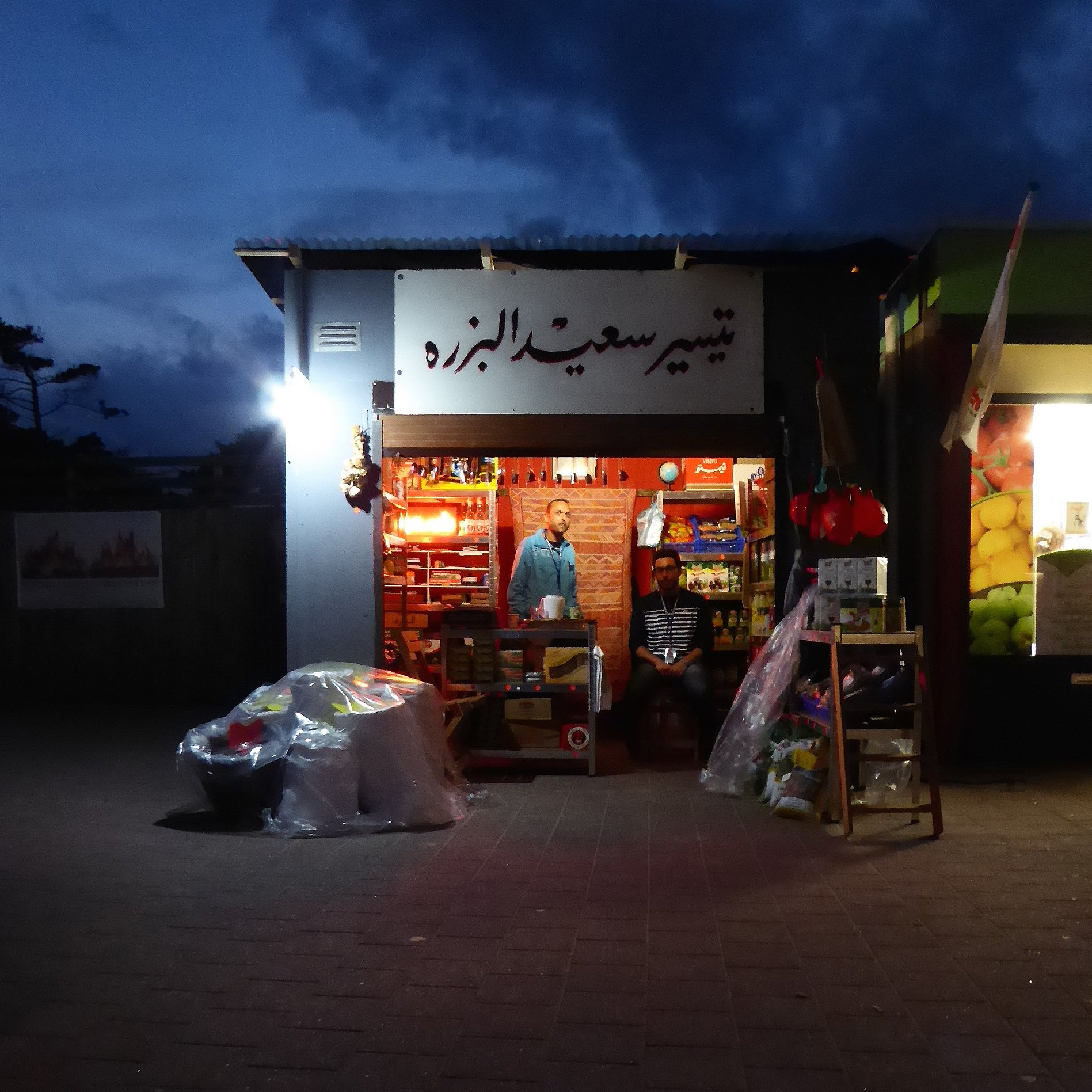
Installatie Winkel op het festival Into the Great Wide Open, 2016, Vlieland
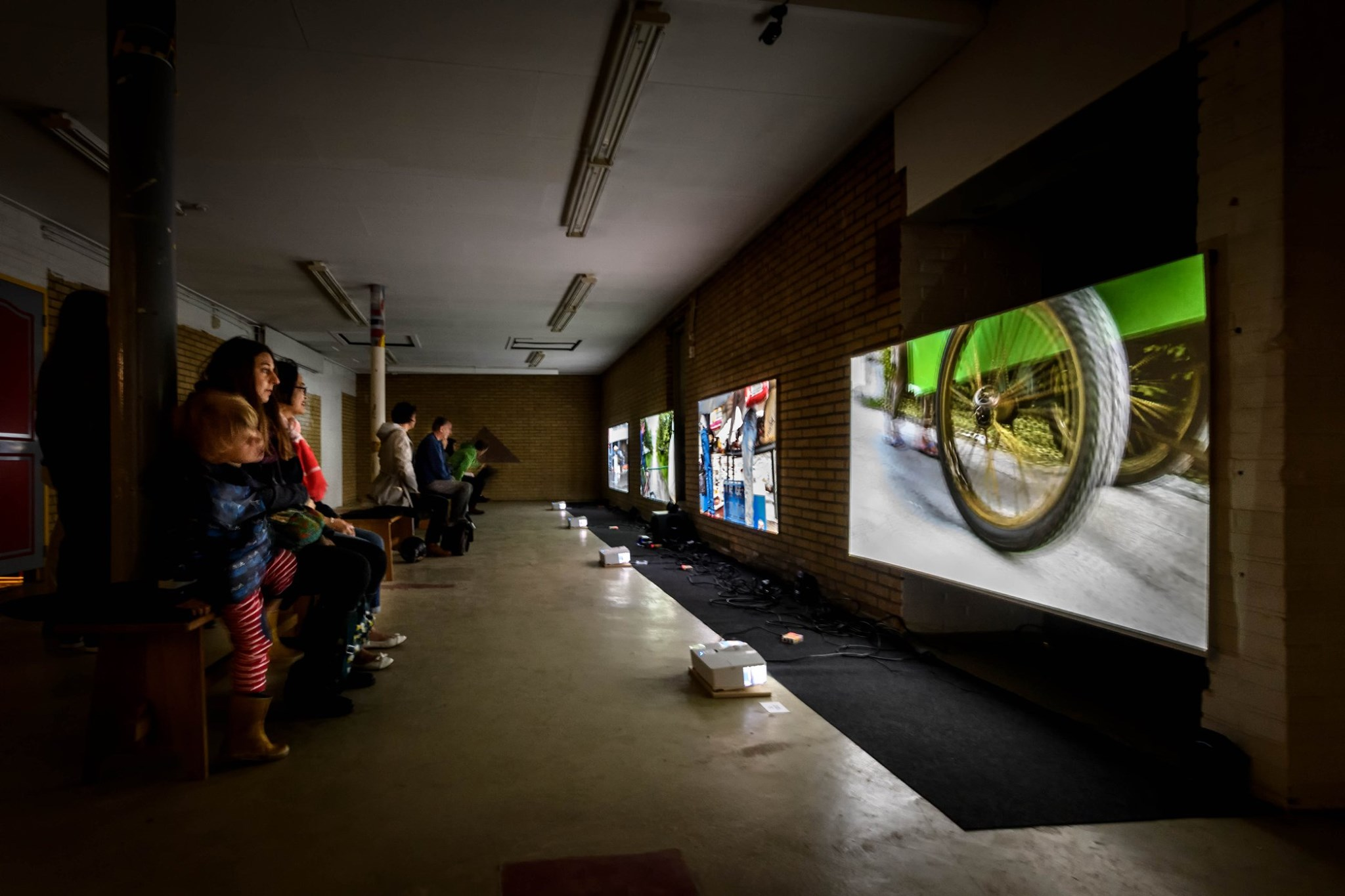
Street Vendors in Museum IJsselstein in 2018
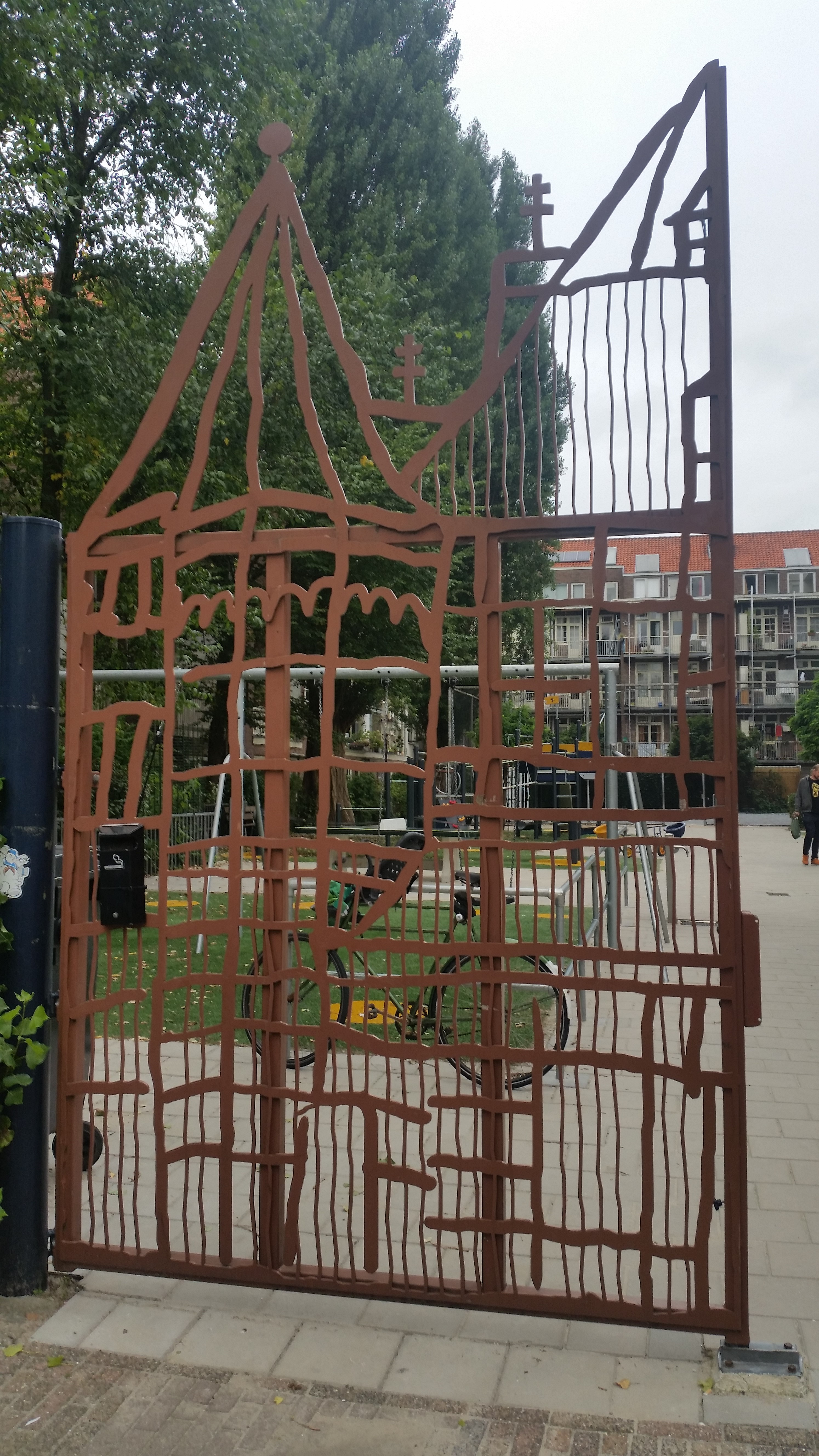
Toegangspoort Speeltuin De Waag in Amsterdam uit 2009
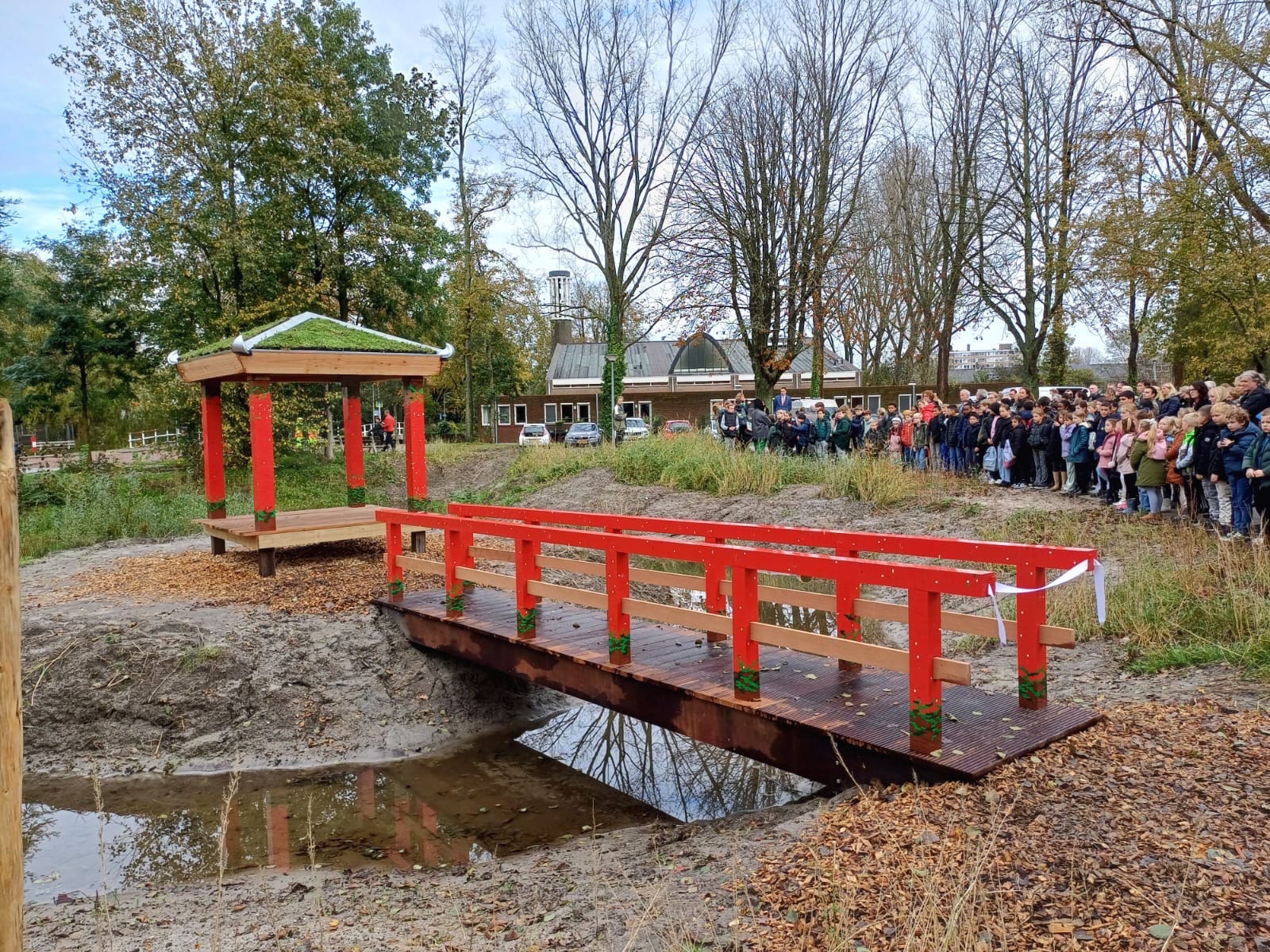
Legobrug Hoef van Eden, 2023